# Сеор
Сеор (фр. Céor) је река у Француској. Дуга је 56 km. Улива се у Вјор. 